# Plattini-Verlag
Der Plattini-Verlag war bis zum 30. Juni 2022 ein eigenständiger Verlag mit Sitz ist Duisburg. Seit dem 1. Juli 2022 gehört der Plattini-Verlag zum Amrûn-Verlag.

## Geschichte
Am 1. Januar 2018 gründete Markus Platt den Plattini-Verlag mit dem Ziel, bislang unbekannten  Autoren die Möglichkeit zur Veröffentlichung ihrer Romane zu geben. Die Kriminalromane des Verlegers sind unter dem Pseudonym M. P. Roberts veröffentlicht. 2021 waren mehr als 40 Titel des Verlages in der Deutschen Nationalbibliothek verzeichnet.
Der Schwerpunkt des Verlages lag zu Beginn auf Kriminalromanen. Zunehmend kamen Romane aus den Genres Fantasy und Historische Literatur hinzu. Die Bandbreite hier reichte vom Mittelalter bis zum Kalten Krieg.
Der Verlag beschäftigte ein festes Team von freiberuflich tätigen Mitarbeitern.
Mit Wirkung vom 1. Juli 2022 wurde der Plattini-Verlag als „Edition Plattini“ Teil des Amrûn-Verlages. Die Sparte Fantasy wurde in das Verlagsprogramm von Amrûn integriert.

## Autoren
Folgende Autoren haben im Plattini-Verlag veröffentlicht (Stand Anfang 2022):
- Rolf Freiberger (zeitgenössische Belletristik)
- Christiane Grünberg (Fantasy)
- Ira Habermeyer (historische Romane)
- Dagmar A. Hansen (Kriminalromane)
- Gudrun Heyens (historische Romane)
- Silvia Hildebrandt (historische Romane)
- J. S. Karbowiak (Kriminalromane & zeitgenössische Literatur)
- M. P. Roberts (Kriminalromane)
- Christine Willemse (Fantasy)
- Beate Winter (Kriminalromane)
- Paul Rainer Zernikow (historische Romane)

## Ausstellung
2019 war der Plattini-Verlag erstmals Aussteller auf der Leipziger Buchmesse. Durch die Absage der Messe in den Jahren 2020, 2021 und 2022 wollte sich der Verlag erst 2023 wieder auf der Buchmesse präsentieren.
Zudem war für 2020 die Durchführung einer eigenen Messe in Duisburg geplant. Diese wurde aufgrund der Corona-Pandemie auf 2023 verschoben.

## Auszeichnungen
- Silbermedaille für den Roman „Die Stadt der Freiheit“ bei den Skoutz-Awards 2021 in der Rubrik History.[7]